# NJS (企業)
株式会社NJS（エヌジェーエス、英: NJS Co.,Ltd.）は、東京都港区芝浦に本社を置く建設コンサルタント会社で、上水道・下水道に関するコンサルタント業務を主体とし、関連ソフトウェア・点検調査用ドローンの開発・販売を業としている。旧社名は日本上下水道設計株式会社。

## 沿革
- 1951年9月 - 東京都中央区銀座に日本上下水道設計株式会社を設立。
- 1956年5月 - 本社を東京都港区芝新橋に移転。
- 1966年4月 - 本社を東京都港区新橋に移転。
- 1974年12月 - 本社を東京都港区海岸に移転。
- 2002年9月26日 - 東証2部上場。
- 2007年3月 - 本社を東京都新宿区富久町に移転。
- 2015年1月23日 - 東証1部に指定替え。
- 2015年4月1日 - 株式会社NJSへ社名変更。
- 2015年9月7日 - 本社を東京都港区芝浦に移転。
- 2017年9月 - CSR活動の一環として、千葉県柏市にNJSウェルファーム柏(農園)を開所
- 2018年5月16日 - 点検調査用ドローンの技術開発が第2回インフラメンテナンス大賞の技術開発部部門・特別賞（国土交通省）を受賞[4]。
- 2019年2月 - 経済産業省「健康経営優良法人2019(ホワイト500)」に認定
- 2019年5月24日 - 国内外の水力発電所鉄管におけるドローンを活用した点検事業への参入を目的に、関西電力と業務提携を締結[5]。
- 2019年10月 - 日本X線検査株式会社(現連結子会社)を買収
- 2019年11月 - 株式会社クリンパートナーズ須崎(現連結子会社)を設立
- 2020年2月 - 株式会社北王インフラサイエンス(現連結子会社)を設立
- 2020年11月 - 連結子会社の株式会社NJSコンサルタンツを吸収合併
- 2021年5月17日 - 株式会社FINDi(現連結子会社)を設立
- 2022年6月30日 - 冨洋設計株式会社(現連結子会社)を買収

## 主要事業所
- 本社（東京都港区）
- 東京総合事務所（東京都港区）
- 名古屋総合事務所（愛知県名古屋市中区）
- 大阪総合事務所（大阪府大阪市中央区）
- 九州総合事務所（福岡県福岡市博多区）
- 事務所
  - 札幌、仙台、東京、埼玉、千葉、横浜、長野、静岡、名古屋、金沢、大阪、広島、松山、福岡、沖縄

## 関連会社
- 株式会社NJS･E&M
- 株式会社水道アセットサービス
- 日本X線検査株式会社
- 株式会社北王インフラサイエンス
- 株式会社クリンパートナーズ須崎
- 株式会社FINDi
- オリオンプラントサービス株式会社
- NJS USA Inc.
- NJS ENGINEERS INDIA PVT.LTD.
- CONSORCIO NJS-SOGREAH S.A.

## 点検調査用ドローン
Air Slider® AS400
口径400mm以上の主に下水道の管路を対象とした調査点検用ドローン。通常のドローンが飛べない閉鎖空間での飛行を実現している点が特徴である。実動画は右記より閲覧可能 閉鎖性空間点検調査用ドローン - YouTube

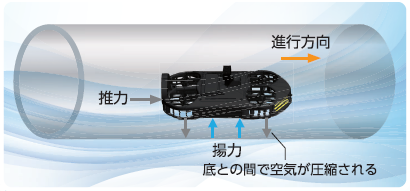
飛行原理：揚力をもたらす４つのプロペラを回転させることにより、機体下部と管底との間に空気の層をつくり、後部のプロペラを回転させ推力を得て前進する。

## 不祥事
- 2016年1月6日　千葉市発注の下水道関連事業において、官製談合防止法違反と公契約関係競売入札妨害の疑いで社員2名が逮捕された。
- 2016年1月28日　社員1名が同容疑で逮捕、証拠隠滅容疑で執行役員1名が逮捕された。
- 2016年2月10日　事件当時の東部支社東京総合事務所長を公契約関係競売入札妨害の疑い、東部支社東京総合事務所長が証拠隠滅の容疑で逮捕された。